# Palpares campanai
Palpares campanai är en insektsart som beskrevs av Navás 1915. Palpares campanai ingår i släktet Palpares och familjen myrlejonsländor. Inga underarter finns listade i Catalogue of Life.